# Zadie Smith
Pour les articles homonymes, voir Smith.
Zadie Smith, née le 25 octobre 1975 à Brent, dans le Grand Londres, est une romancière, essayiste, enseignante et critique littéraire britannique.

## Biographie

### Enfance
Zadie Smith naît le 25 octobre 1975 dans le nord-ouest de Londres,.
Son père, Harvey Smith, est anglais et issu de la classe ouvrière d'East Croydon,. Il quitte l'école à 13 ans. Il rejoint l'armée en mai 1943, à l'âge de 17 ans, et combat pour la première fois en Normandie où il est blessé. Il est un temps photographe avant de travailler dans le publipostage. Il meurt en 2006 à l'âge de 81 ans.
Sa mère, Yvonne Bailey, est jamaïcaine et émigre en Angleterre à l'âge de 15 ans en 1969,. Elle est mannequin pendant une courte période puis secrétaire, avant de reprendre des études. Elle obtient un diplôme en travail social, puis un diplôme en thérapie infantile. Elle devient psychothérapeute et consultante auprès des parents pour l'association caritative Young Minds.
Zadie Smith a deux frères plus jeunes, Ben et Luke, qui font du rap tous les deux. Ben, animateur d'un groupe de jeunes dans une école locale, travaillant principalement avec des enfants de réfugiés et de demandeurs d'asile, est également connu dans les années 2000 sous le nom de Doc Brown au sein de la scène hip-hop underground londonienne. Par la suite, il devient comédien et acteur.
Leurs parents divorcent alors que Zadie Smith est encore adolescente.
Elle pratique les claquettes pendant onze ans. Enfant, elle suit également des cours d'art dramatique au théâtre.
À l'âge de quatorze ans, elle change son prénom de Sadie à Zadie, à peu près au moment où sa mère lui fait lire Zora Neale Hurston.

### Formation
Zadie Smith est élève dans une école polyvalente du nord de Londres, Hampstead School, à Cricklewood.
Puis elle étudie la littérature anglaise au King's College de l'université de Cambridge. Au cours de sa deuxième année, elle publie une histoire dans une collection annuelle d'écriture créative d'Oxbridge intitulée May Anthologies. Elle obtient son diplôme en 1997.
Pendant ses études, elle travaille comme chanteuse de jazz,,.

### Carrière
À l'automne 1997, Zadie Smith, à seulement 21 ans, vend les 80 premières pages de son premier roman à Simon Prosser, éditeur chez Hamish Hamilton,. L'avance qu'elle obtient est de l'ordre de 250 000 livres sterling.
Son premier roman, Sourires de loup (White Teeth, 2000), qui comporte finalement 462 pages, remporte le prix Whitbread du premier roman, le Guardian First Book Award, le prix James Tait Black et le prix du premier livre des écrivains du Commonwealth. Il s'agit d'un roman comique sur la Grande-Bretagne multiraciale vue à travers la vie de deux familles, qui vaut à son auteure d'être comparée à Salman Rushdie. Zadie Smith n'apprécie pas son livre mais ce dernier se vendra à plus d'un million d'exemplaires,. Les acteurs Naomie Harris, James McAvoy et Archie Panjabi jouent le rôle des personnages principaux lors de l'adaptation de l'œuvre à la télévision en 2002 sur Channel 4.
Son deuxième roman, L'Homme à l'autographe, remporte le prix littéraire Wingate de la revue Jewish Quarterly 2003. Il reçoit un accueil plus discret. La même année, Zadie Smith figure sur la liste décennale du magazine Granta des 20 jeunes romanciers britanniques de moins de 40 ans les plus prometteurs.
Après la publication de son deuxième roman, elle déménage à Harvard pour enseigner la littérature. Elle y enseigne l'écriture créative et donne aussi un cours sur l'éthique du roman.
Le troisième roman de Zadie Smith, De la beauté (On Beauty, 2005), est sélectionné pour le Prix Booker et remporte le prix du Commonwealth Writers Best. Il remporte également le Orange Prize for Fiction 2006. Il est aussi désigné comme l'un des dix meilleurs livres de l'année 2005 par The New Yorker Review of Books. L'histoire du roman se déroule dans un campus américain. L'année de sa sortie, elle est considérée comme « l'une des écrivaines les plus célèbres du pays » par le journal anglais The Guardian.
À partir de 2005, elle devient essayiste et critique culturelle, en écrivant des articles pour The New Yorker, The New Yorker Review of Books, The Guardian, The New York Times et The Sunday Telegraph, dont beaucoup sont rassemblés dans le volume Changer d'avis publié en 2009.
En 2008, elle édite un volume de prose courte, Le Livre des autres.
Elle habite un temps à Rome et traduit de l'italien.
Zadie Smith enseigne l'écriture de fiction à l'université Columbia de New York jusqu'en 2010. Cette année-là, elle est nommée professeure titulaire du programme d'écriture créative de l'Université de New York. Elle est également membre de la Royal Society of Literature.
En septembre 2010, la rédactrice en chef du Harper's Magazine annonce que Zadie Smith prend en charge la rubrique Nouveaux livres du magazine. L'écrivaine signera ainsi plusieurs critiques littéraires dans Harper's Magazine de mars à octobre 2011.
En 2012, elle publie son quatrième roman, Ceux du Nord-Ouest, dans lequel on suit quatre personnages du Nord-Ouest de Londres. Il est présélectionné pour le prix Ondaatje de la Société royale de littérature et le prix des Femmes de fiction. En 2016, le roman est adapté en téléfilm diffusé sur la BBC par Rachel Bennette, avec Saul Dibb à la réalisation. Les actrices et acteurs Nikki Amuka-Bird, Phoebe Fox, O.T. Fagbenle et Richie Campbell jouent les rôles des quatre personnages principaux. Nikki Amuka-Bird déclare au moment du tournage de l'adaptation : « Je ne pourrais pas être plus excitée à l'idée de relever le défi de jouer l'un des personnages de Zadie Smith. Elle écrit des femmes vivantes, intellectuellement et émotionnellement complexes dans lesquelles vous pouvez mordre à pleines dents ». En 2012, Christopher Bollen, du magazine Interview, écrit : « Quelque part, Smith, la romancière prodige, est également devenue Smith la critique culturelle avisée et, ces dernières années, la publication de ses essais (sur des sujets aussi divers que le mérite de la fiction de David Foster Wallace, l'état du roman réaliste, le problème de Facebook, et le sort du Willesden Green Library Centre) s'est transformé en une sorte d'événement, comme si notre génération avait enfin trouvé son intellectuel public ainsi que son champion de fiction ».
En 2013, elle figure pour la deuxième fois sur la liste décennale du magazine Granta des 20 jeunes romanciers britanniques de moins de 40 ans les plus prometteurs.
Elle coécrit avec son mari Nick Laird et la cinéaste française Claire Denis le scénario du film de science-fiction High Life (2018) dans lequel jouent Robert Pattinson et Juliette Binoche,. Zadie Smith affirme plus tard que son implication a été exagérée et qu'elle a simplement aidé à peaufiner les dialogues anglais du film. Elle affirme également avoir finalement été remerciée.
Le cinquième roman de Zadie Smith, Swing Time, est publié en novembre 2016. Il s'inspire de son enfance dans le nord-ouest multi-ethnique de Londres et de sa passion pour les claquettes,. « Les cent premières pages du roman s’imposent comme les meilleures que Smith ait jamais écrites » peut-on lire dans Les Inrockuptibles qui estime que le roman se perd ensuite en route. Le livre est sélectionné pour le Man Booker Prize 2017.
Elle contribue ensuite en 2019 à l'anthologie de Margaret Busby, Nouvelles Filles d'Afrique, avec sa mère Yvonne Bailey-Smith.
Le premier recueil de nouvelles de Zadie Smith, Grand Union, est publié en octobre 2019.
En 2020, elle publie Indices, six essais dont elle reverse la redevance à l'Equal Justice Initiative et au fonds de secours d'urgence Covid-19 de New-York.
En 2021, elle adapte le Conte de la Femme de Bath tiré des Contes de Canterbury de Geoffrey Chaucer, dans le cadre d'une pièce nommée The Wife of Willesden, jouée au théâtre Kiln de Londres,. La même année, elle publie un livre pour enfants, Weirdo, co-écrit avec son mari, Nick Laird. Elle aide également Jack Antonoff dans l'écriture du morceau 91 de l'album du groupe Bleachers,,.
En 2023, elle publie The Fraud. Le roman est inspiré d'une affaire judiciaire et met en scène un romancier victorien dans l'Angleterre et la Jamaïque du XIXe siècle. Il est considéré comme l'un des 10 meilleurs livres de 2023 de la Book Review du New York Times. C'est son premier roman historique. Gallimard, qui édite les œuvres de Zadie Smith en France, fait paraître une traduction de ce roman en 2024 sous le titre L'Imposture. La maison d'édition publie également Feel Free, un recueil de vingt-sept textes personnels et critiques culturelles écrits de 2009 à 2017 ,. La même année, elle est également élue à l'Académie américaine des arts et des sciences.

### Vie privée
Elle se marie en 2004 avec le poète et romancier Nick Laird (en) dans la chapelle du King's College,. Ils sont amis depuis l'âge de 19 ans. Laird est un ancien avocat nord-irlandais, auteur des romans Utterly Monkey et Glover's Mistake. Ensemble, ils ont une fille, Kit, et un fils, Harvey, nés respectivement en 2010 et 2013.

## Œuvres

### Romans
- White Teeth (2000) - James Tait Black Memorial Prize Publié en français sous le titre Sourires de loup, traduit par Claude Demanuelli, éditions Gallimard, coll. « Du monde entier », 2001 (ISBN 2-07-075806-0) ; rééd. coll. « Folio » no 3844, 2003  (ISBN 2-07-042818-4)
- The Autograph Man (2002) Publié en français sous le titre L'Homme à l'autographe, traduit par Jamila et Serge Chauvin, éditions Gallimard, coll. « Du monde entier », 2005 (ISBN 2-07-076644-6) ; rééd. coll. « Folio » no 4405, 2006  (ISBN 2-07-033823-1)
- On Beauty (2005) Publié en français sous le titre De la beauté, traduit par Philippe Aronson, éditions Gallimard, coll. « Du monde entier », 2007 (ISBN 978-2-07-078090-7) ; rééd. coll. « Folio » no 4873, 2009  (ISBN 978-2-07-037956-9)
- NW (2012) Publié en français sous le titre Ceux du Nord-Ouest, traduit par Emmanuelle Aronson et Philippe Aronson, éditions Gallimard, coll. « Du monde entier », 2014  (ISBN 978-2-07-014100-5)
- Swing Time (2016) Publié en français sous le titre Swing Time, traduit par Emmanuelle et Philippe Aronson, éditions Gallimard, coll. « Du monde entier », 2018 (ISBN 978-2-07-270169-6)
- The Fraud (2023) Publié en français sous le titre L'Imposture, traduit par Laetitia Devaux, éditions Gallimard, coll. « Du monde entier », 2024 (ISBN 978-2-07-302735-1)

### Nouvelles et recueil
- Martha and Hanwell (2005)
- The Book of Other People (en) (2008)
- The Embassy of Cambodia, parue dans le New Yorker, février 2013
- Meet the President!, parue dans le New Yorker, août 2013
- Grand Union (short story collection) (en) (2019), publié en français sous le titre Grand Union, traduit par Lætitia Devaux, éditions Gallimard, coll. « Du monde entier », 284 p., 2021  (ISBN 978-2-07-286-386-8)

### Essais
- Changing My Mind: Occasional Essays (2009) Publié en français sous le titre Changer d'avis, éditions Gallimard, 2013  (ISBN 978-2-07-012992-8)
- Intimations, Six Essays (2020)
  - Publié en français sous le titre Indices, six essais, traduit par Sika Fakambi, éditions Gallimard, coll."Folio" no 6944, 2021  (ISBN 978-2-07-293339-4)
- Feel Free, essais à vocation libres, Gallimard, 2023

### Pièce de théâtre
- The Wife of Willesden (2021)

### Livre pour enfant
- Weirdo (2021)

## Récompenses
- pour l'œuvre en général :
  - Prix littéraire Die Welt 2016
  - Prix de l'État autrichien pour la littérature européenne 2018
  - Apparait sur la liste décennale du magazine Granta des 20 jeunes romanciers britanniques de moins de 40 ans les plus prometteurs (2003 et 2013)[4].
- pour des œuvres en particulier :
  - prix Whitbread du premier roman (Sourires de loup, 2000)[1]
  - Guardian First Book Award (Sourires de loup, 2000)[1]
  - prix James Tait Black (Sourires de loup, 2000)[1]
  - prix du premier livre des écrivains du Commonwealth (Sourires de loup, 2000)[1]
  - prix littéraire Wingate de la revue Jewish Quarterly (L'homme à l'autographe, 2003)[1]
  - prix du Commonwealth Writers Best (De la beauté, 2005)[1]
  - Orange Prize for Fiction 2006 (De la beauté, 2005)[2]
  - considéré comme l'un des dix meilleurs livres de l'année 2005 par The New Yorker Review of Books (De la beauté, 2005)[12]
  - considéré comme l'un des dix meilleurs livres de 2023 de la Book Review du New York Times (The Fraud, 2023)[36]

### Adaptation à la télévision
- 2002 : White Teeth, mini-série britannique en 4 épisodes, avec Om Puri, Philip Davis et Naomie Harris[11]
- 2016 : adaptation du roman Ceux du Nord-Ouest par la BBC avec Nikki Amuka-Bird, Phoebe Fox, O.T. Fagbenle et Richie Campbell[18]